# Gargantua a Pantagruel
Gargantua a Pantagruel (1532–1564) je ustálený název pro pětidílný románový cyklus  Francoise Rabelaise z období renesance, jenž byl částečně inspirován tehdy oblíbenou lidovou četbou o životě obrů. Jedná se o jakýsi burleskní výchovný román líčící svéráznou cestu hlavní postavy za poznáním, přičemž první dvě knihy připomínají svou podobou svéráznou Iliadu, poslední dvě pak neméně svéráznou Odysseu. Tato stavba románu poskytovala autorovi spoustu příležitostí k satiře na všechny oblasti soudobého života a středověkého myšlení, jako byly scholastická teologie a logika, mnišství a katolická askeze, protestantské puritánství i doznívající rytířství; krom toho je i parodií na soudobou literaturu a její žánry. V utopii Thelémského opatství založeného obrem Gargantuou podává však Rabelais také svou vlastní vizi svobodného lidství.
Vydání:
- Pantagruel, 1532
- Gargantua, 1534
- Třetí kniha,  1546
- Čtvrtá kniha, 1552
- Pátá kniha (Zvonivý ostrov), 1564

O autorství posmrtně vydané Páté knihy se dlouho vedly spory; dnes jednoznačně převažuje hypotéza, že jde o autentický Rabelaisův text, který však nestačil zredigovat.

## Dějová linie
Dějová linie cyklu je tvořena historií královského rodu obrů – otce, syna a vnuka. První kniha začíná narozením Gargantuy, syna obra Grandgousiera, a pokračuje jeho výchovou, studiemi v Paříži, válkou a založením utopického Thelémského opatství. Ve druhé knize přichází na svět Gargantuův obrovský syn Pantagruel, který, když dospěje a vystuduje, se vydá na dobrodružné cesty se svým přítelem Panurgem. Třetí kniha líčí groteskní Pantagruelovy úvahy o ženitbě a rozhodnutí o návštěvě věštírny, čtvrtá a pátá pak samotnou fantastickou plavbu k věštírně Božské Lahvice, při jejímž průběhu hrdinové poznají řadu parodicky utopických ostrovů a jejich obyvatel.

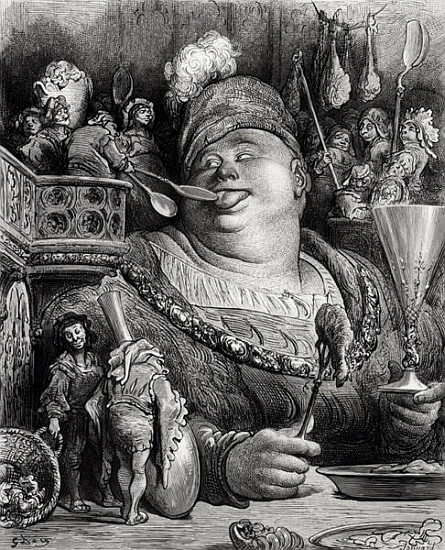
Gustave Doré, Gargantuův oběd, ilustrace k románu

## Přijetí a kritické ohlasy
Román vzbudil u čtenářů velkou odezvu, avšak Sorbonna, která je v knize popsána jako bašta scholastické výchovy, odsoudila první dva díly jako obscénní. Kvůli proticírkevnímu tónu a až „karnevalově“ veselému zesměšňování zavedených tradic se proti románu ohradil i reformátor Jan Kalvín a církví byla kniha veřejně odsouzena. Rabelaisovo dílo zařadila katolická církev na Index zakázaných knih. Zůstalo na něm až do konce 19. století, zmiňuje ho ještě Index z roku 1892.
V pozdějších epochách (baroko, klasicismus) upadalo Rabelaisovo dílo vzhledem ke svému humornému vyznění stále znovu do nemilosti, objeveno bylo znovu až romantiky. Silný vliv měl Rabelaisův styl grandiózní slovní zásoby a funkčního mísení archaismů, latinismů, neologismů, přísloví, vznešených obratů i vulgarit např. na N. V. Gogola nebo Vladislava Vančuru. Z podobných důvodů stoupl i vědecký zájem o román na počátku 20. století v dílech strukturalistů, hlavně Michaila Bachtina.

## České překlady
- Stati výchovné (ukázky z Gargantuy). Přel. Prokop Haškovec. Praha, 1907.
- Hrůzyplný život velikého Gargantuy, otce Pantagruelova, složený kdysi panem Alcofribasem, filosofem kvintesence. Přel. Česká Theléma. Praha, 1912.
- Starobylá historia o tom, kterak francouzský král Pikrochol celého světa dobýti chtěl. Praha, 1917.
- Hrůzostrašná historie velkého Gargantuy, otce Pantagruelova, kdysi sepsaná panem Alkofribasem, mistrem quintesence. Praha, 1927.
- Život Gargantuův a Pantagruelův. Přel. Prokop Haškovec. Praha, 1930; 1940.
- Několik kapitol ze života Gargantuova a Pantagruelova. Praha, 1931.
- Gargantua a Pantagruel. Přel. Jihočeská Theléma. Praha, 1953; 1962; 1968.
- Pantagruel. Chrabré a hrůzostrašné skutky slovutného Pantagruela, zaznamenané nebožtíkem panem Alcofribasem, abstraktérem kvintesence. Přel. Patrik Ouředník. Praha, 2022.
- Gargantua. Přel. Cibulská Theléma. Komentářem opatřili Martin C. Putna a Petr Wohlmuth. Praha, 2023.

## Zajímavost
Prokop Miroslav Haškovec použil ve svém překladu opakovaně relativně nové úsloví „Matičko skákavá“. Parafrázoval tak původní francouzskou slovní hříčku. Rabelais totiž užil zvolání par la Mer Dé (ve smyslu u Matky Boží), jehož část při vyslovení zazní jako francouzské expresivní merde.